# Dire Dawa City SC
Dire Dawa City Sport Club w skrócie Dire Dawa City SC – etiopski klub piłkarski grający w pierwszej lidze etiopskiej, mający siedzibę w mieście Dire Daua.

## Stadion
Domowe mecze klub rozgrywa na stadionie o nazwie Dire Dawa Stadium w Dire Daua, który może pomieścić 18000 widzów.

## Reprezentanci kraju grający w klubie od 2007 roku
Stan na kwiecień 2023.
| - Henok Adugma - Dereje Alemu - Samson Assefa - Tesfaye Dibaba - Yihun Endashew - Dawit Estifanos - Awet Gebremichael - Aschalew Girma - Ashenafi Girma - Robel Girma - Binyam Habtamu - Fuad Ibrahim - Frezer Kasa - Yonatan Kebede - Biruk Kelbore - Ramkel Lok - Aschenaki Lukas | - Elias Mamo - Gadisa Mebrate - Latif Mohammed - Abderahman Mubarek - Mesay Paulos - Ahmed Reshid - Jemal Tassew - Anteneh Tesfaye - Zekariyas Tuji - Bizuneh Worku - Bereket Yisak - Karimu Alhassan - Emmanuel Saban Laryea - Olrish Saurel - Mamadou Sidibé - Itamunua Keimuine - Junias Theophilius |